# Yoon Jin-hee
Yoon Jin-hee (kor.: 윤진희; ur. 4 sierpnia 1986 w Wonju) – południowokoreańska sztangistka w kategorii do 53 kg, dwukrotna medalistka igrzysk olimpijskich i mistrzostw świata.
Startując na igrzyskach olimpijskich w Pekinie w kategorii do 53 kg w dwuboju uzyskała 213 kg, przegrywając jedynie z reprezentantką Tajlandii Prapawadee Jaroenrattanatarakoon.
W 2016 w tej samej kategorii wagowej zdobyła brązowy medal na igrzyskach w Rio de Janeiro.
Zdobyła też brązowe medale na mistrzostwach świata w Chiang Mai w 2007 roku i mistrzostwach świata w Goyang dwa lata później.

## Osiągnięcia
| Rok  | Zawody               | Miasto     | Miejsce | Kategoria | Wynik  |
| ---- | -------------------- | ---------- | ------- | --------- | ------ |
| 2007 | Mistrzostwa świata   | Chiang Mai | 3       | do 53 kg  | 211 kg |
| 2008 | Igrzyska olimpijskie | Pekin      | 2       | do 53 kg  | 213 kg |
| 2009 | Mistrzostwa świata   | Koyang     | 3       | do 53 kg  | 209 kg |